# Arquivo Duetos 1
Arquivo_Duetos 1 é um álbum de Zeca Baleiro, lançado apenas em formato digital, sendo o primeiro de uma série de 3 volumes lançados em comemoração aos seus 20 anos do lançamento de seu primeiro álbum, e que reúnem gravações raras e dispersas de seu catálogo musical.

## Faixas
| N.º | Título                                               | Compositor(es)                                   | Duração |  |
| 1.  | "Que Amor é Esse? (com Alessandra Maestrini)"        | Zeca Baleiro                                     |         |  |
| 2.  | "A Tardinha (Com Blubell)"                           | Zeca Baleiro e Blubell                           |         |  |
| 3.  | "Corações Ternos (Com Nicola Són e Edgar Scandurra)" |                                                  |         |  |
| 4.  | "O Peso da Palavra (Com GOG e Higo Melo)"            | Zeca Baleiro, GOG e Higo Melo                    |         |  |
| 5.  | "O Mundo (Com Susana Travassos)"                     | André Abujamra                                   |         |  |
| 6.  | "A Canção Brasileira (Com Raimundo Fagner)"          | Sueli Costa e Abel Silva                         |         |  |
| 7.  | "Le Reste on s’en Fiche (Com Bernard Fines)"         | Zeca Baleiro, versão em francês de Bernard Fines |         |  |
| 8.  | "Arenal (Com Samantha Navarro)"                      |                                                  |         |  |
| 9.  | "Zás (Com Wado)"                                     | Zeca Baleiro e Wado                              |         |  |
| 10. | "Tem Dó (Com Paulo Monarco e Dandara"                | Zeca Baleiro e Paulo Monarco                     |         |  |
| 11. | "O Primeiro Passo (Com Kana)"                        |                                                  |         |  |